# 美倉町
美倉町（みくらまち）は、秋田県由利本荘市の大字。2017年（平成29年）6月30日現在の住民基本台帳人口は223人である。郵便番号は015-0801。

## 地理
由利本荘市街地の中心部、子吉川の下流域に位置している。字域の北方には桶屋町、北方から東方にかけては岩渕下、南方には谷山小路、西方には中横町、油小路がそれぞれ接している。

## 歴史
本荘城の城下町のうち、藩政期の御蔵小路・下タ小路が明治期に合併して成立した町である。御蔵小路には年貢米を納める土蔵があった。
- 1889年（明治22年）4月1日 - 町村制施行に伴い、本荘城の城下町のすべてと古雪町・出戸町村・石脇村が合併し由利郡本荘町が発足。本荘町美倉町となる。
- 1954年（昭和29年）3月31日 - 本荘町が由利郡子吉村・小友村・石沢村・南内越村・北内越村および松ヶ崎村を編入のうえ、同日市制施行し本荘市となったことに伴い、本荘市美倉町となる。
- 2005年（平成17年）3月22日 - 本荘市が由利郡矢島町・岩城町・由利町・西目町・鳥海町・東由利町・大内町と合併し由利本荘市となったことに伴い、由利本荘市美倉町となる。

## 施設
| 本荘文化会館と由利本荘市図書館跡地に竣工した由利本荘市消防本部・本荘消防署（2016年7月24日） |  | 2011年に閉館した由利本荘市図書館（2008年4月19日） |
| 本荘文化会館と由利本荘市図書館跡地に竣工した由利本荘市消防本部・本荘消防署（2016年7月24日） |  | 2011年に閉館した由利本荘市図書館（2008年4月19日） |

2011年（平成23年）まで字域のほぼ中央に本荘文化会館と由利本荘市図書館があったが、2011年12月に由利本荘市文化交流館 カダーレが開館したことにともない機能を移転し閉館した。跡地には2015年（平成27年）3月に由利本荘市消防本部の新庁舎が建設された。

## 小・中学校の学区
市立小・中学校に通う場合、学区（校区）は以下の通りとなる。
| 大字   | 番地 | 小学校                 | 中学校                   |
| ------ | ---- | ---------------------- | ------------------------ |
| 美倉町 | 全域 | 由利本荘市立鶴舞小学校 | 由利本荘市立本荘南中学校 |